# 行政院金馬聯合服務中心

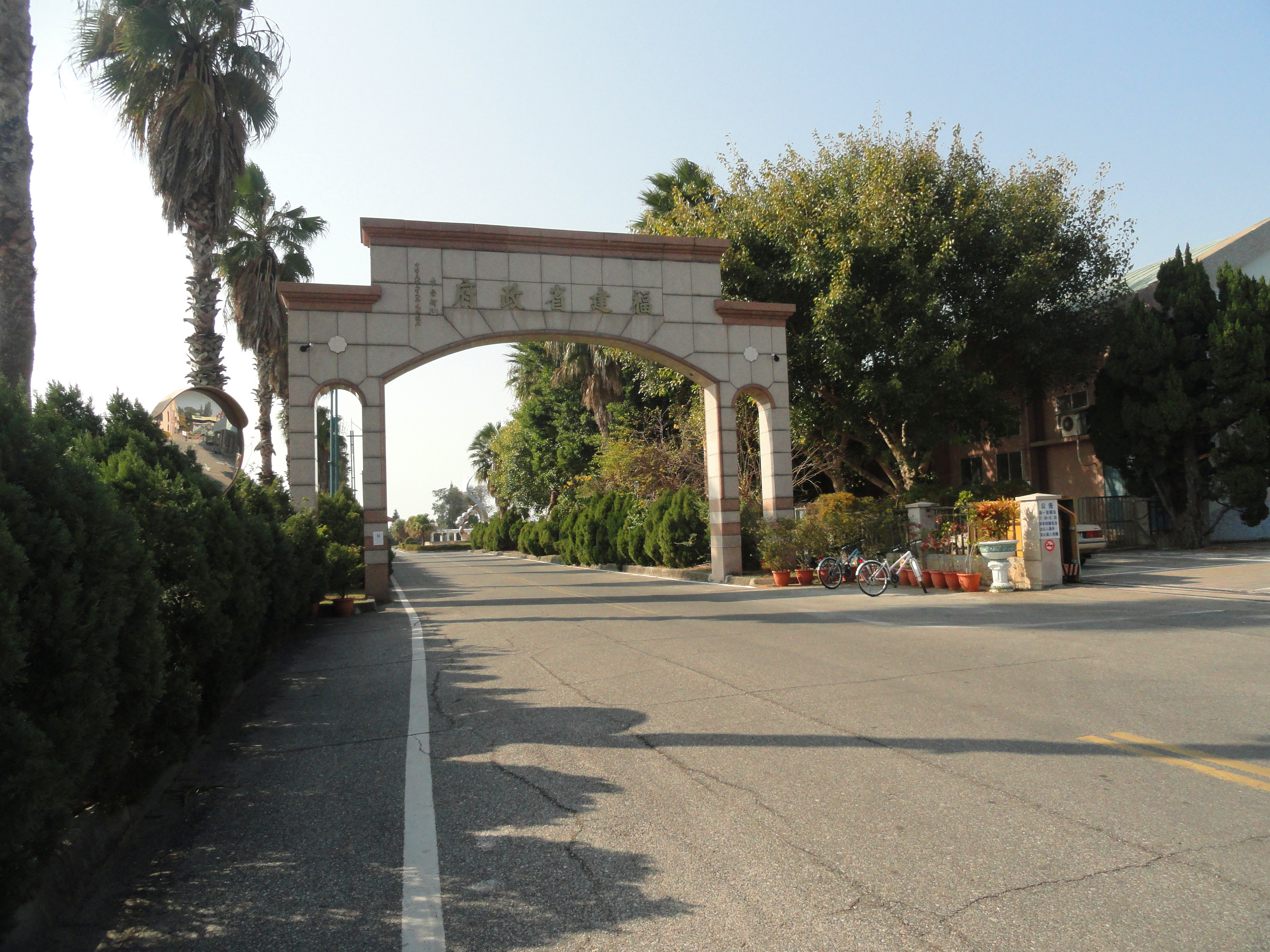
金馬聯合服務中心大院大門

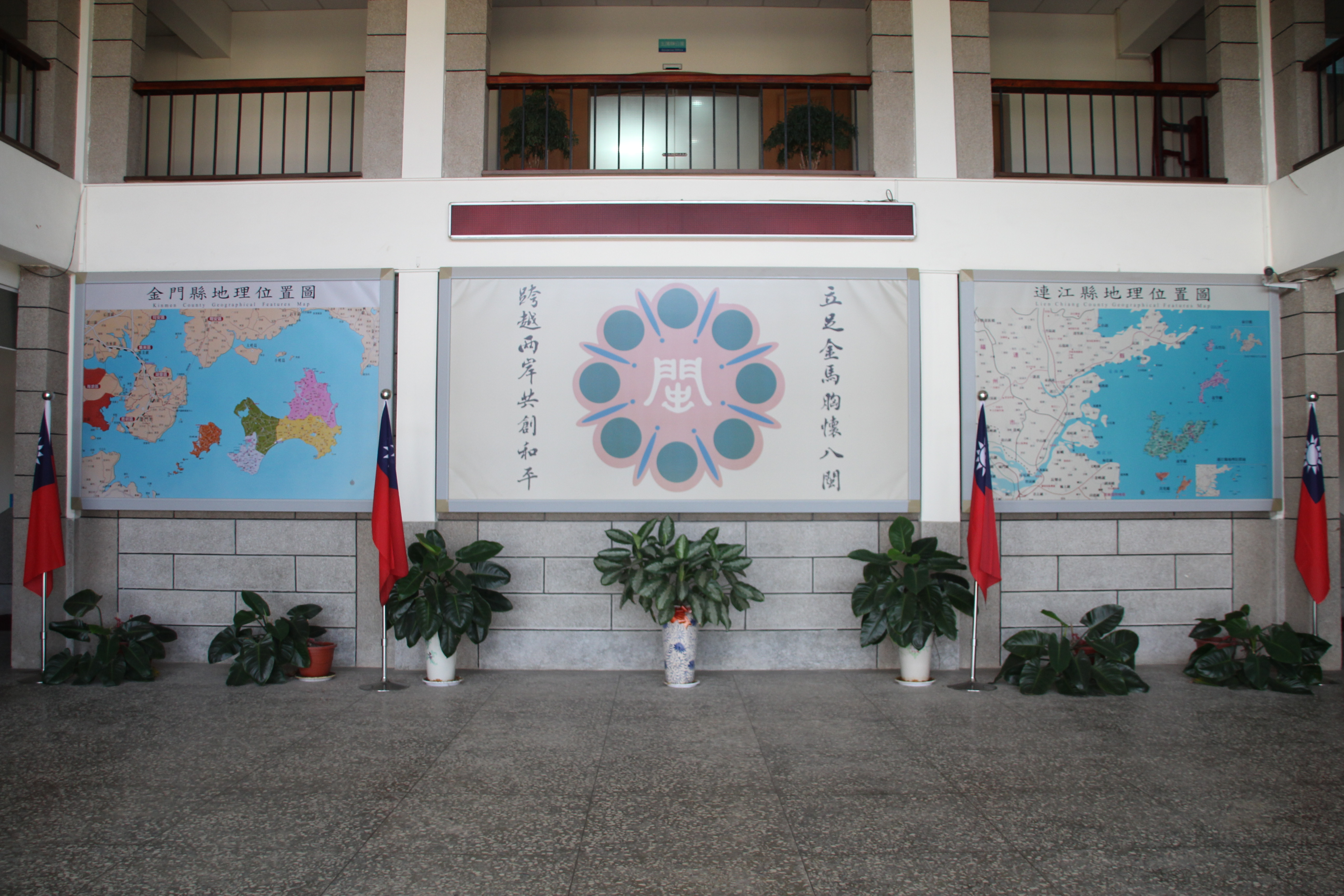
金馬聯合服務中心大廳

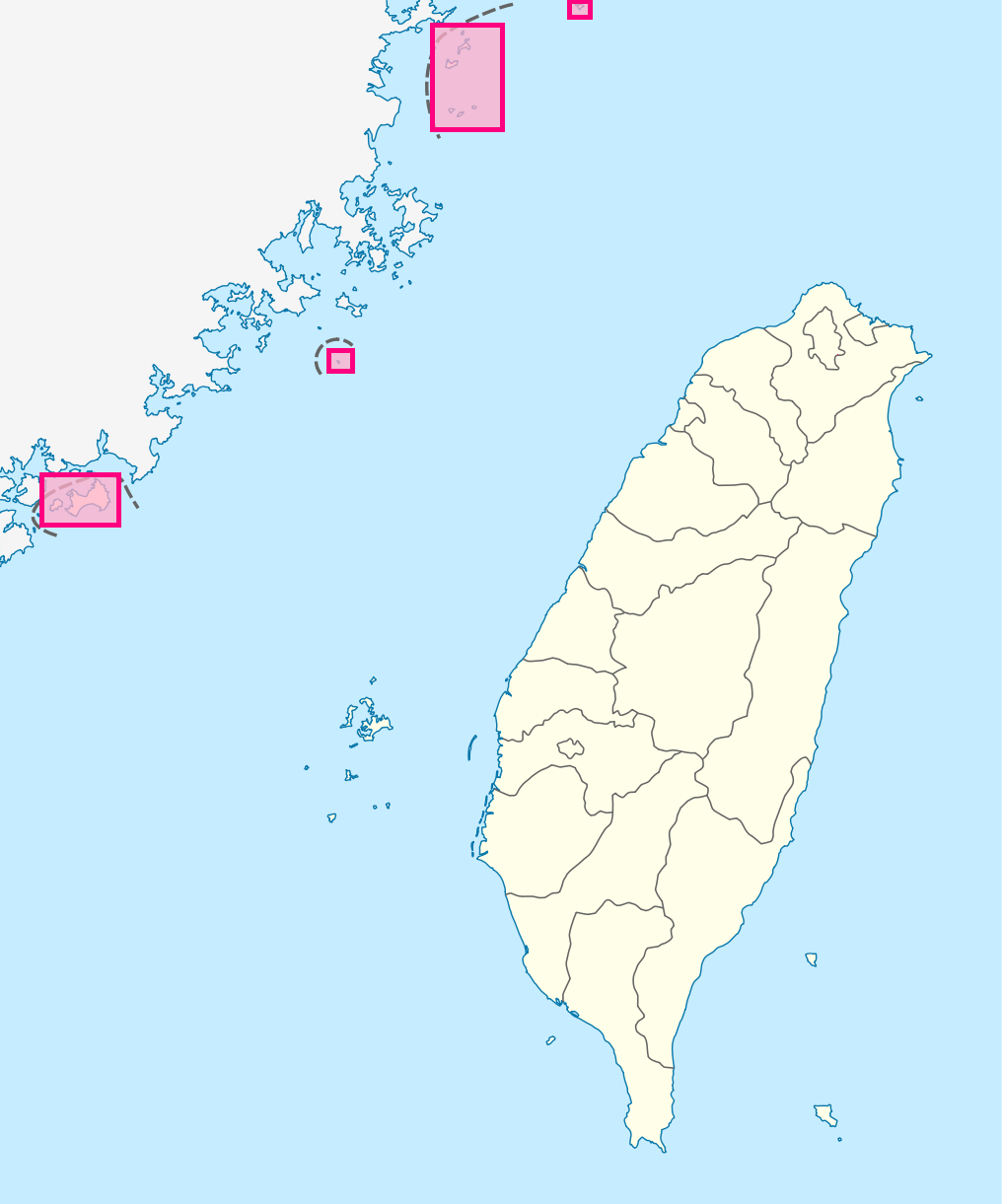
金馬服務中心服務範圍

行政院金馬聯合服務中心（簡稱金馬服中心），是中華民國行政院設立在金門縣的聯合服務中心，於2017年1月17日成立，現服務範圍涵蓋金門縣和連江縣，穩定離島居民生活圈的重要性，同時行政院中央與金馬地區的連結。2018年6月28日，行政院決定福建省政府自2019年1月1日起實質上裁撤，不再編列員額與預算，金馬聯合服務中心承接福建省政府所有員額與業務，2021年1月17日，行政院金馬聯合服務中心發表「中華民國福建省政府志」。
中心置主任一名綜理中心事務，執行長一名襄助主任處理事務，皆由行政院指派。金馬服務中心的設置目的是作為行政院於金馬地區之單一窗口，以加強服務離島居民、促進區域均衡發展。

## 建制單位

### 任務編組單位
金馬聯合服務中心共分兩組辦事
第一組：業務發展組
第二組：綜合規劃組

## 歷任首長

### 主任
| 任別 | 姓名   | 就職時間      | 卸任時間      | 備註             |
| ---- | ------ | ------------- | ------------- | ---------------- |
| 1    | 張景森 | 2017年1月17日 | 2024年5月19日 | 政務委員兼任     |
| 2    | 龔明鑫 | 2024年5月20日 | 現任          | 行政院秘書長兼任 |

### 執行長
| 任別 | 姓名   | 就職時間      | 卸任時間      | 備註   |
| ---- | ------ | ------------- | ------------- | ------ |
| 1    | 翁明志 | 2017年1月17日 | 2023年1月31日 | [ 17 ] |
| 2    | 楊上德 | 2023年5月22日 | 2024年5月19日 |        |
| 3    | 吳增允 | 2024年5月20日 | 現任          |        |

## 交通

### 公車
- 搭乘 金城車站 發車7、7A、7B至「金城國中」站下車，步行2分鐘。

- 搭乘 金城往山外 1A 公車至「金城國中」站下車，步行2分鐘。

- 搭乘 金城車站 發車9、10、11至「金門高中」站下車，步行3分鐘。